# كليمنتي رودريغيز
كليمنتي خوان رودريغيز (بالإسبانية: Clemente Juan Rodríguez)‏ ، من مواليد (31 يوليو 1981 في بوينس آيرس) هو لاعب كرة قدم أرجنتيني يلعب بمركز مدافع ويلعب لنادي بوكا جونيورز الأرجنتيني.

## روابط خارجية
- كليمنتي رودريغيز على موقع الاتحاد الدولي (مؤرشف)  (الإنجليزية)
- كليمنتي رودريغيز على موقع الاتحاد الأوربي (الإنجليزية)
- كليمنتي رودريغيز على موقع قاعدة بيانات كرة القدم.إي يو (الإنجليزية)
- كليمنتي رودريغيز على موقع ناشيونال فوتبول تيمز (الإنجليزية)
- كليمنتي رودريغيز على موقع Soccerway.com (الإنجليزية)
- كليمنتي رودريغيز على موقع عالم كرة القدم.نت (الإنجليزية)
- كليمنتي رودريغيز على موقع كووورة
- كليمنتي رودريغيز على موقع أوليمبيديا (الإنجليزية)